# Yangchon-eup
Yangchon-eup (koreanska: 양촌읍) är en köping i kommunen Gimpo i provinsen Gyeonggi i Sydkorea, 32 km väster om huvudstaden Seoul.